# 開城金氏
開城金氏（：／），朝鲜族金姓的一个本贯，起源地为开城。

## 始祖
始祖金龍珠是高麗文宗時代人，是義城金氏始祖金錫的9世孫。 
雪城金氏也是金龍珠的後代，是金龍珠的曾孫開創的分貫。

## 畫院家門
開城金氏是朝鮮後期有名的畫院家門。
- 金應煥 - 朝鲜王朝后期的画家
- 金得臣 - 朝鲜王朝后期的画家
- 金碩臣 - 朝鲜王朝后期的画家

## 參看
- 義城金氏
- 雪城金氏